# Cinemática de la partícula
```
La 
cinemática
 (del 
griego
 
κινεω
, 
kineo
, movimiento) es la rama de la 
física
 que estudia las leyes del 
movimiento
 sin considerar las causas que lo originan (las 
fuerzas
). La 
cinemática de la partícula
 es la parte de la cinemática que estudia el movimiento de un punto, lo que implica determinar su posición en el espacio en función del 
tiempo
; para ello necesitaremos establecer un 
sistema de referencia
. En la cinemática de la partícula se definen y utilizan magnitudes tales como la  
velocidad
 y la 
aceleración
, fundamentalmente.
```

La cinemática diferencia dos tipos de móviles: la partícula (de las que se ocupa la cinemática de la partícula) y el sólido rígido, susceptible de rotar sobre sí mismo, del que se ocupa la cinemática del sólido rígido.

## Principios
Llamamos punto material o partícula a un cuerpo de dimensiones tan pequeñas que pueda considerarse como puntiforme; de ese modo su posición en el espacio quedará determinada por las coordenadas de un punto geométrico. Naturalmente, la posibilidad de despreciar las dimensiones de un cuerpo estará en relación con las condiciones específicas del problema considerado. Así, por ejemplo, podemos considerar la Tierra como un punto material si sólo estamos interesados en su movimiento alrededor del Sol, pero no cuando estemos interesados en el movimiento de la Tierra en torno a su propio eje. 
En la Mecánica Clásica se admite la existencia de un espacio absoluto; es decir, un espacio anterior a todos los objetos materiales e independiente de la existencia de estos. El espacio físico se representa en la Mecánica Clásica mediante un espacio euclídeo.

## Caso general
En la cinemática de una partícula, como caso general, hay dos enfoques: partiendo de la trayectoria determinar la posición, la velocidad y la aceleración basándose en el concepto matemático de derivada, y como segundo caso, fijando la aceleración determinar la velocidad y la posición de la partícula, todos los demás casos son casos intermedios entre estos dos casos.
Conocida la posición: r de la partícula en función del tiempo: t, tenemos:
{\displaystyle \mathbf {r} =\mathbf {r} (t)}
Se deduce la velocidad por derivación
{\displaystyle \mathbf {v} (t)={\cfrac {d\mathbf {r} (t)}{dt}}}
Del mismo modo, se deduce la aceleración:
{\displaystyle \mathbf {a} (t)={\cfrac {d\mathbf {v} (t)}{dt}}={\cfrac {d^{2}\mathbf {r} (t)}{dt^{2}}}}
Por contraposición a este caso, tenemos la situación opuesta, partiendo de la aceleración: a, tenemos:
{\displaystyle \mathbf {a} =\mathbf {a} (t)}
para determinar la velocidad se integra la función
{\displaystyle {\cfrac {d\mathbf {v} }{dt}}=\mathbf {a} (t)}
{\displaystyle d\mathbf {v} =\mathbf {a} (t)dt}
{\displaystyle \int _{\mathbf {v} _{0}}^{\mathbf {v} _{1}}d\mathbf {v} =\int _{t_{0}}^{t_{1}}\mathbf {a} (t)dt}
{\displaystyle \mathbf {v} _{1}-\mathbf {v} _{0}=\int _{t_{0}}^{t_{1}}\mathbf {a} (t)dt}
{\displaystyle \mathbf {v} _{1}=\mathbf {v} _{0}+\int _{t_{0}}^{t_{1}}\mathbf {a} (t)dt}
{\displaystyle \mathbf {v} (t)=\mathbf {v} _{0}+\int _{t_{0}}^{t}\mathbf {a} (t)dt}
Calculada la velocidad, podemos determinar la posición de la partícula integrando del mismo modo:
{\displaystyle {\cfrac {d\mathbf {r} }{dt}}=\mathbf {v} (t)}
{\displaystyle d\mathbf {r} =\mathbf {v} (t)dt}
{\displaystyle \int _{\mathbf {r} _{0}}^{\mathbf {r} _{1}}d\mathbf {r} =\int _{t_{0}}^{t_{1}}\mathbf {v} (t)dt}
{\displaystyle \mathbf {r} _{1}-\mathbf {r} _{0}=\int _{t_{0}}^{t_{1}}\mathbf {v} (t)dt}
{\displaystyle \mathbf {r} _{1}=\mathbf {r} _{0}+\int _{t_{0}}^{t_{1}}\mathbf {v} (t)dt}
{\displaystyle \mathbf {r} (t)=\mathbf {r} _{0}+\int _{t_{0}}^{t}\mathbf {v} (t)dt}
Con lo que tenemos el vector posición en función del tiempo.